# Impatiens rivularis
Impatiens rivularis är en balsaminväxtart som beskrevs av Fischer, Wohlh. och Raheliv. Impatiens rivularis ingår i släktet balsaminer, och familjen balsaminväxter. Inga underarter finns listade i Catalogue of Life.